# Hugh McElhenny
Hugh Edward McElhenny Jr. (Los Ángeles, California, 31 de diciembre de 1928 – Henderson, Nevada, 17 de junio de 2022), más conocido como Hugh McElhenny, fue un jugador profesional estadounidense de fútbol americano que se desempeñó en la posición de halfback en la National Football League (NFL). Es miembro del Salón de la Fama del Fútbol Americano Profesional.

## Carrera
McElhenny jugó como profesional nueve temporadas en San Francisco 49ers (1952-1960), después pasó a Minnesota Vikings (1961-1962), luego a New York Giants (1963), posteriormente a Detroit Lions, donde jugó una temporada (1964), y fue el equipo en el que se retiró.

## Reconocimiento
El 8 de agosto de 1970, fue seleccionado para ser miembro del Salón de la Fama del Fútbol Americano Profesional.